# Erik Blumenfeld

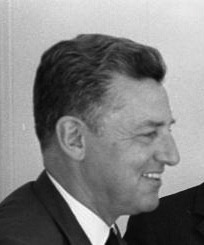
Erik Blumenfeld (1968)

Erik Bernhard Blumenfeld (* 27. März 1915 in Hamburg; † 10. April 1997 ebenda) war ein deutscher Kaufmann und Politiker der CDU.

## Leben und Beruf

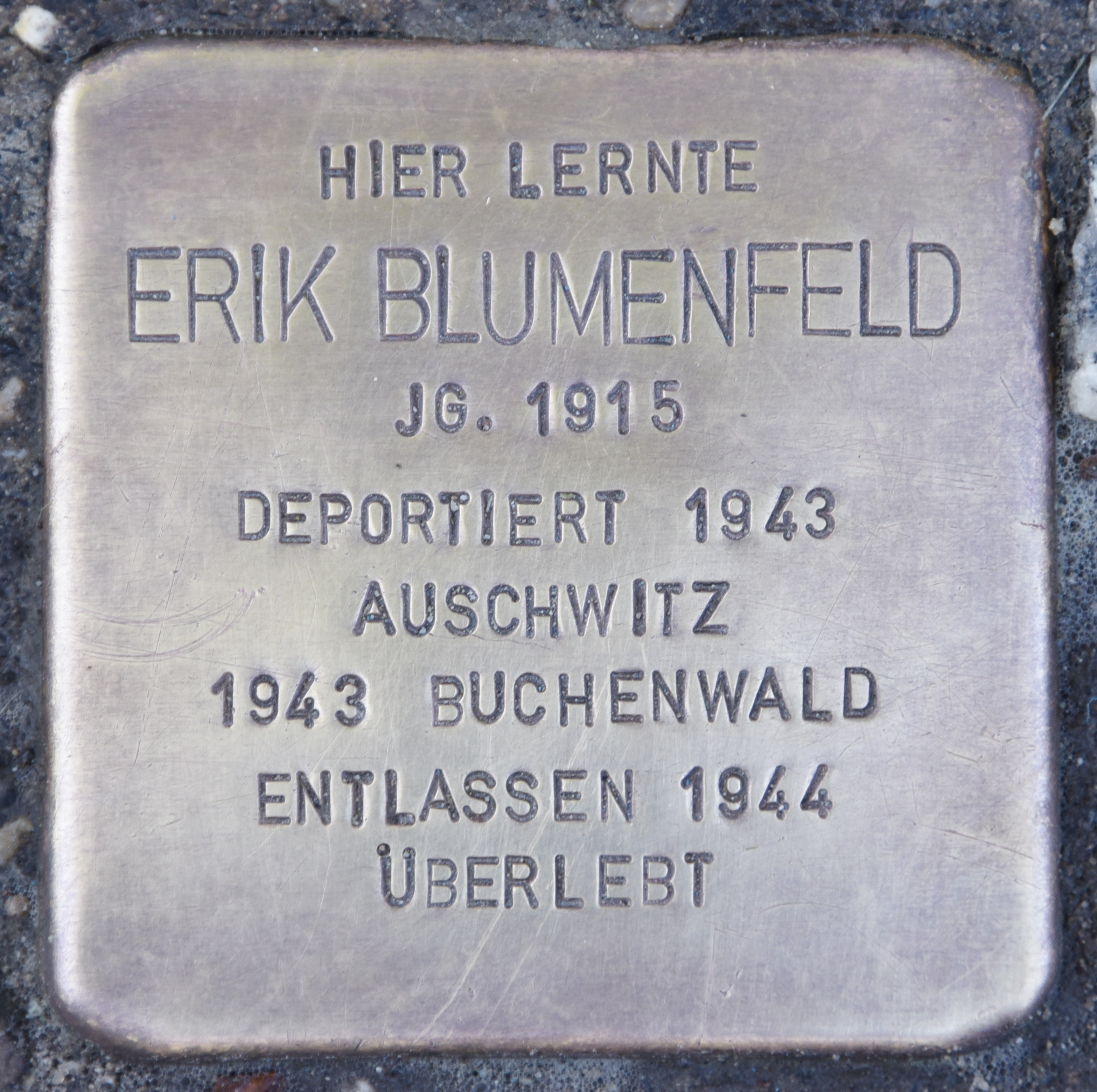
Stolperstein für Erik Blumenfeld vor dem zum Schlossinternat Salem gehörenden Schloss Spetzgart bei Überlingen

Erik Blumenfeld war der Sohn des jüdischen Reeders, Kohleimporteurs und Händlers Ernst Blumenfeld († 1927) aus Hamburg und von Edda († März 1946), der Tochter eines dänischen Gutsbesitzers. Er verbrachte seine frühe Kindheit mit seiner älteren Schwester Sonja in Dänemark. 1933 machte er sein Abitur am Schlossinternat Salem, das er ab 1930 besucht hatte. Zuvor war er ab 1924 auf der Oberrealschule Altona-Ottensen und wurde 1921 im Bertha-Lyzeum im damaligen noch preußischen Altona eingeschult und lebte auf dem ehemaligen Landsitz Gustav Godeffroy an der Elbchaussee, den sein Vater inzwischen von Bernhard Blumenfeld geerbt hatte. Seine Sprachschulung und kaufmännische Ausbildung absolvierte er bis 1935 in England, danach studierte er bis 1939 Bergbau- und Hüttenwesen an der TH Berlin. Bereits 1938 wurde er zum Vorstandsmitglied der in Familienbesitz befindlichen Norddeutschen Kohlen- und Cokes Werke AG ernannt. Von 1939 bis 1940 nahm er als Gefreiter am Zweiten Weltkrieg teil. Er wurde dann aber als „Halbjude“ aus der Wehrmacht entlassen, am 7. Dezember 1942 wegen „Wehrkraftzersetzung“ verhaftet, 1943 ins KZ Auschwitz transportiert und im Oktober 1943 im KZ Buchenwald inhaftiert. Da seine Mutter Kontakt zu Heinrich Himmlers Leibmasseur Felix Kersten hatte, wurde Blumenfeld im August 1944 zur Zwangsarbeit entlassen, dann aber wegen des Versuchs, einen Juden zu verstecken, am 9. Januar 1945 in Berlin erneut verhaftet. Es gelang ihm die Flucht und er wurde ab Mitte April 1945 vom damaligen Geschäftsführer und Syndikus der Diago-Werke Moeller & Co und späteren Zeit-Verleger Gerd Bucerius, der auch der Familienanwalt der Blumenfelds war, in dessen Haus in Hamburg-Othmarschen versteckt.
Nach Kriegsende machte er sich an den Wiederaufbau der väterlichen Unternehmen – der Bd. Blumenfeld G.m.b.H. und Blumenfeld & Co. – mit den Schwerpunkten Schifffahrt und Brennstoffhandel, deren persönlich haftender Gesellschafter er 1946 nach dem Tod seiner Mutter wurde. 1955 wurde er zusätzlich Geschäftsführer der Nordatlantische Kohlen Schiffahrt-Gesellschaft mbH und war bis Ende 1957 einer der größten westdeutschen Kohleimporteure.
Ebenfalls 1946 wurde Blumenfeld Vizepräses der Handelskammer Hamburg und blieb in dieser Funktion bis 1954. Dort arbeitete er im Industrieausschuss mit und übernahm den Vorsitz des Verkehrsausschusses. Ab Mai 1946 leitete er zusätzlich – ehrenamtlich – das städtische Verkehrsamt und befand sich somit in Kombination mit seinen Handelskammerfunktionen in einer Schlüsselposition für alle Hamburger Verkehrs- und Transportfragen. Bereits am 3. April 1946 wurde er von der ernannten Bürgerschaft zum Mitglied der im Auftrag der britischen Militärregierung eingerichteten 30-köpfigen Entnazifizierungs-Zentralkommission. Blumenfeld war mit John Jay McCloy persönlich gut bekannt.
Der Übersee-Club an der Binnenalster wurde im Juni 1948 auf Initiative von Blumenfeld neu gegründet. 1948 beim Anglo-German Club an Hamburgs Außenalster und 1952 bei der Organisation Transatlantik-Brücke – ab 1956 Atlantik-Brücke, gehörte er zu den Gründungsmitgliedern. Bei den Atlantikern war er stellvertretender Vorsitzender und auch Schatzmeister. 1954 gründete er das Haus Rissen Hamburg – Institut für Internationale Politik und Wirtschaft.
Laut dem Nachrichtenmagazin Der Spiegel vom 2. Februar 1970 übernahm Blumenfeld nach seiner politischen Karriere 1969 den Verwaltungsratsvorsitz der neugegründeten deutschen Niederlassung der US-amerikanischen Investment-Vertriebsgesellschaft „Plafinance“ mit Sitz Vaduz im Fürstentum Liechtenstein. Ebenfalls war er Eigentümer vom Seehafen-Verlag Erik Blumenfeld in Hamburg, Inhaber einer Schiffsmaklerfirma, Anteilseigner der Norddeutschen Kohlen- und Cokes Werke AG und Aufsichtsratsvorsitzender – bis Ende 1969 – der Hamburger Gesellschaft für Wohnungseigentum und Familienheim (GEWOFA).

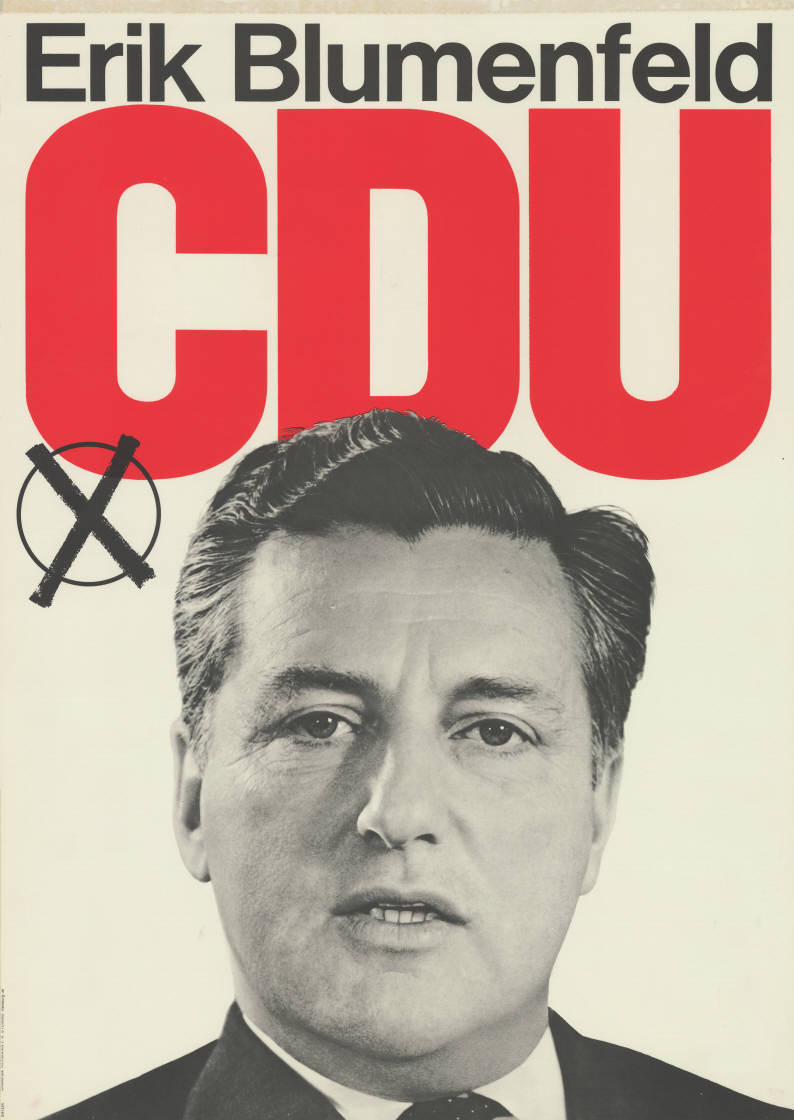
Wahlplakat zur Bürgerschaftswahl in Hamburg 1966

Von 1977 bis 1991 führte er als Präsident die Deutsch-Israelische Gesellschaft.

## Ehrungen
Nachdem Blumenfeld 1968 die Verleihung des Bundesverdienstkreuzes mit Hinweis auf die hamburgische Tradition abgelehnt hatte, wurde ihm 1989 das Große Verdienstkreuz verliehen. 1980 erhielt Blumenfeld die Ehrendoktorwürde der Ben-Gurion-Universität im Negev, Beʾer Scheva, im Jahre 1992 die der Technischen Universität Technion, Haifa. In seiner Heimatstadt wurde ihm 1990 die Bürgermeister-Stolten-Medaille verliehen und nach seinem Tode wurde der Blankeneser Bahnhofsplatz nach ihm benannt. 2014 wurde vor seiner ehemaligen Schule Schloss Salem von Gunter Demnig ein Stolperstein für ihn verlegt. Anlässlich seines 100. Geburtstag wurde von der CDU zu seinen Ehren erstmals die Erik-Blumenfeld-Medaille verliehen. Diese ging an den damaligen Vorsitzenden des Atlantik-Brücke e. V. Friedrich Merz.

## Privates
Zu seinen besten Freunden gehörten Gerd Bucerius und Axel Springer. Weiter war er mit der Schauspielerin Brigitte Horney befreundet und ab 1946 wohnte Marion Gräfin Dönhoff sieben Jahre in seinem Haus. In erster Ehe war er nach Kriegsende ab 1945 mit der Künstlerin Sibylle Brügelmann verheiratet, dann kurz nach seinem Eintritt in den Deutschen Bundestag ab 1962 mit der Schweizerin Ursula Roelli und seit 1987 mit der Hamburger Anwältin Brigitte Lichtenauer-Blumenfeld. Sein Onkel war Otto Blumenfeld und sein Großvater Bernhard Blumenfeld.

## Partei
Blumenfeld war Gründungsmitglied der CDU in Hamburg. Bereits 1946 nominierte die Partei ihn für den (nachher nicht eingetretenen) Fall einer Regierungsbeteiligung für das Amt des Wirtschaftssenators. Im Sommer 1949 gehörte er mit dem Landesvorsitzenden Hugo Scharnberg und VBH-Gründer Paul de Chapeaurouge zur CDU-Verhandlungskommission, die mit der FDP die Möglichkeiten für eine Wahlabsprache bei der Bundestagswahl 1949 und der darauf folgenden Bürgerschaftswahl auslotete. Von der Gründung am 28. September 1953 bis zum 26. November 1954 war er gemeinsam mit Edgar Engelhard (FDP) und Erwin Jacobi (DP) Vorsitzender der bürgerlichen Wahlpartei Hamburg-Block (HB). Sein Nachfolger im HB-Vorsitz wurde Bürgermeister Kurt Sieveking. 1958 wurde er zum Landesvorsitzenden der CDU in Hamburg gewählt. Er behielt dieses Amt bis 1968 und wurde 1980 zu ihrem Ehrenvorsitzenden gewählt.

## Abgeordneter

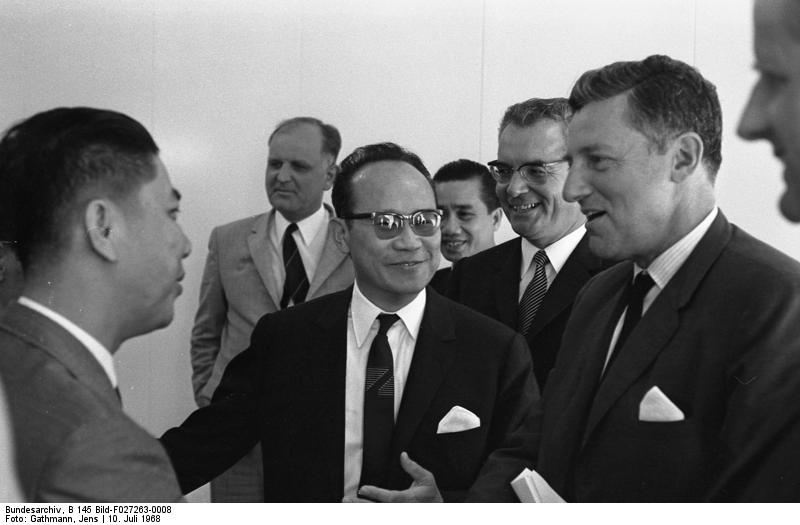
Blumenfeld (rechts) mit Politikern aus Südvietnam (1968)

Schon 1946 wurde Blumenfeld im Wahlkreis Harvestehude erstmals in die Hamburgische Bürgerschaft gewählt und blieb bis 1955 Mitglied. Von 1966 bis 1970 sowie von 1978 bis 1979 war er abermals Mitglied der Bürgerschaft. Von 1953 bis zu seinem Ausscheiden aus der Bürgerschaft war er Fraktionsvorsitzender des Hamburg-Blocks in der Bürgerschaft. 1961 wurde er Mitglied des Deutschen Bundestages, 1973 auch des Europäischen Parlaments. Neben seiner Bundestagstätigkeit gehörte er von 1966 bis 1970 und von 1978 bis zum 30. September 1979 erneut der Hamburgischen Bürgerschaft an. Aus dem Bundestag schied er 1980, aus dem Europa-Parlament 1989 aus.
Während seiner Abgeordnetenzeit hatte Blumenfeld sich vor allem in der Außenpolitik engagiert. Sein besonderer Einsatz galt der Entwicklung und Pflege der Beziehungen zu Israel und zu den Vereinigten Staaten. Anfang 1968 besuchte Blumenfeld in der Funktion als Vorsitzender des Untersuchungsausschusses Vietnam-Hilfe Südvietnam.

## Veröffentlichungen
- Profile. Persönliches und Politisches 1955–1970. Seehafen-Verlag, Hamburg 1970.